# Mattia Bellucci
Mattia Bellucci (* 1. Juni 2001 in Busto Arsizio) ist ein italienischer Tennisspieler.

## Karriere
Bellucci spielte kaum auf der ITF Junior Tour, wo er in Jugend-Rangliste Rang 546 erreichte.
Bei den Profis spielte Bellucci sein erstes Turnier im Jahr 2018, als er sich auch das erste Mal in der Tennisweltrangliste platzierte. 2020 zog er auf der ITF Future Tour das erste Mal ins Halbfinale ein. 2021 gewann er im Einzel einen und im Doppel zwei Titel, wodurch er das Jahr auf Platz 642 respektive 734 beendete.
2022 gewann er sieben Future-Turniere (davon fünf im Einzel), die ihn bis Mitte des Jahres im Einzel in die Top 350 führten, was Bellucci die Teilnahme an Turnieren der ATP Challenger Tour ermöglichte. In Cordenons schaffte er mit dem Viertelfinale das erste gute Resultat. Während des Turniers besiegte er unter anderem Camilo Ugo Carabelli, den 116. der Weltrangliste. Im Doppel stand er im August des Jahres auf Platz 407 und damit am besten in seiner Karriere. Bellucci fokussierte sich fortan weniger auf das Doppel. Im Oktober kam er beim Challenger in Saint-Tropez erstmals über das Viertelfinale hinaus. Er gab – inklusive Qualifikation – nur einen Satz im Verlauf des Turniers ab und gewann im Finale gegen seinen Landsmann Matteo Arnaldi den Titel. Direkt in der Folgewoche siegte er auch beim erstmals ausgetragenen Challenger in Vilnius. Nur im Finale gegen Cem İlkel gab er einen Satz ab. Das Jahr schloss er auf Platz 154 ab. Anfang 2023 spielte Bellucci das erste Mal bei der Qualifikation für ein Grand-Slam-Turnier bei den Australian Open. Er gewann alle drei Matches ohne Satzverlust und zog ins Hauptfeld ein, wo er auf Benjamin Bonzi traf, dem er in vier Sätzen unterlag.

## Erfolge
| Legende (Anzahl der Siege) |
| Grand Slam                 |
| ATP Finals                 |
| ATP Tour Masters 1000      |
| ATP Tour 500               |
| ATP Tour 250               |
| ATP Challenger Tour (5)    |

### Einzel

#### Turniersiege
| Nr. | Datum              | Turnier      | Belag         | Finalgegner             | Ergebnis         |
| --- | ------------------ | ------------ | ------------- | ----------------------- | ---------------- |
| 1.  | 16. Oktober 2022   | Saint-Tropez | Hartplatz     | Matteo Arnaldi          | 6:3, 6:3         |
| 2.  | 23. Oktober 2022   | Vilnius      | Hartplatz (i) | Cem İlkel               | 1:6, 6:3, 7:5    |
| 3.  | 10. September 2023 | Cassis       | Hartplatz     | Tomáš Macháč            | 6:3, 6:4         |
| 4.  | 16. August 2025    | Sumter       | Hartplatz     | Alexander Schewtschenko | 7:65, 3:1 aufgg. |

### Doppel

#### Turniersiege
| Nr. | Datum         | Turnier | Belag         | Partner      | Finalgegner                             | Ergebnis |
| --- | ------------- | ------- | ------------- | ------------ | --------------------------------------- | -------- |
| 1.  | 16. März 2024 | Hamburg | Hartplatz (i) | Rémy Bertola | Karol Drzewiecki Patrik Niklas-Salminen | 6:4, 7:5 |